# 波皮夫卡 (諾夫哥羅德-謝韋爾斯基區)
52°2′3″N 32°51′28″E / 52.03417°N 32.85778°E
波皮夫卡（烏克蘭語：Попівка），是烏克蘭的村落，位於該國北部切爾尼戈夫州，由諾夫哥羅德-謝韋爾斯基區負責管轄，始建於1650年，面積2.35平方公里，海拔高度172米，2001年人口506。